# Hutujnija
Hutujnija (lat. Houttuynia), monotipski rod trajnica iz porodice saururusovki, dio reda paparolike. Jedina vrsta H. cordata je iz Azije, raširena od Himalaje do Japana i otočja Ryu-Kyu .
- H. cordata
- H. cordata
- H. cordata
- H. cordata

## Vanjske poveznice
|  | Zajednički poslužitelj ima još gradiva o temi Houttuynia |
|  | Wikivrste imaju podatke o taksonu Houttuynia             |